# Edward Kłosiński

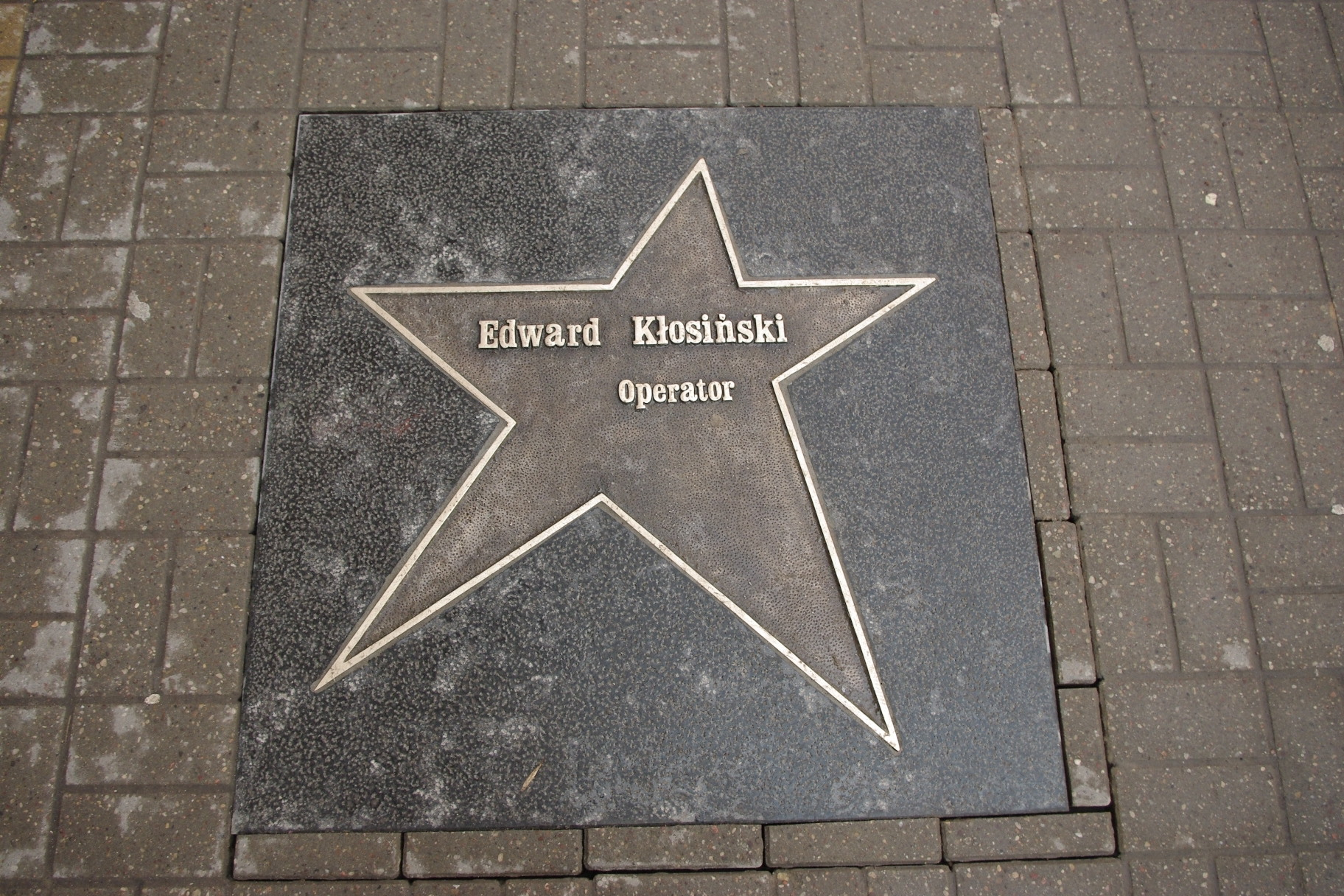
Steaua lui Edward Kłosiński pe Aleea Stelelor din Łódź

Edward Stefan Kłosiński (n. 2 ianuarie 1943, Varșovia, Polonia – d. 5 ianuarie 2008, Milanówek, Mazovia, Polonia) a fost un operator de film polonez.

## Biografie
S-a născut la 2 ianuarie 1943 la Varșovia. A absolvit cursurile Liceului de Arte Plastice din Wrocław și apoi, în 1967, cursurile secției de operatorie film a Școlii Naționale de Film, Televiziune și Teatru „Leon Schiller” de la Łódź.
Și-a început cariera în cinematografie ca fotograf și asistent operator. Mai târziu, a fost cameraman și operator II pentru scurtmetraje. A colaborat cu studiourile „Czołówka” și „Se-ma-for”. Începând din 1968 a lucrat timp de un an ca asistent al lui Kurt Weber la Școala Națională de Film, Televiziune și Teatru de la Łódź. A debutat ca director de imagine în filme în anul 1971.
A fost director de imagine a numeroase filme de lungmetraj, printre care unele filme regizate de Andrzej Wajda (Omul de marmură, Domnișoarele din Wilko, Omul de fier), Krzysztof Kieślowski (Decalogul), Krzysztof Zanussi (Iluminacja, Barwy ochronne, Persona non grata), Feliks Falk (Prezentatorul) și Janusz Zaorski (Uciec jak najbliżej, Camera cu fereastră spre mare, Dziecinne pytania, Matka Królów). A lucrat, de asemenea, ca director de imagine al unor seriale de televiziune precum Ziemia obiecana, Polskie drogi, Z biegiem lat, z biegiem dni și Modrzejewska.
A fost unul dintre creatorii trendului cinematografic al anxietății morale, fiind foarte apreciat și în Germania, unde a realizat filme din 1980. În perioada 1989-1991 a fost membru al Comitetului Cinematografiei. În ultimii ani ai vieții sale a fost director de lumini al spectacolelor teatrale regizate de Andrzej Wajda, Magda Umer, Andrzej Domalik, Krystyna Janda, precum și a unor spectacole teatrale de televiziune, printre care Nocy Listopadowej, regizat de Andrzej Wajda.
A obținut premii pentru imagine la diferite festivaluri de film precum cele de la Madrid, Monte Carlo, München, Panama și a fost laureat al Premiului Bavarez de Film din 1999 (pentru filmul Gloomy Sunday). Cofondator al Teatrului „Polonia”, membru al consiliului de administrație al Fundației pentru cultură Krystyna Janda. A fost decorat la 2 ianuarie 2008 cu Crucea de Ofițer a Ordinului Polonia Restituta.
A fost căsătorit de două ori. Cea de-a doua soție a lui Kłosiński a fost, din 1981, actrița Krystyna Janda, cu care a locuit în orașul Milanówek de lângă Varșovia. A avut o fiică: Magdalena (din prima căsătorie) și doi fii: Adam (n. 1990) și Jędrzej (n. 1991). Era de religie luterană.
Edward Kłosiński a murit de cancer pulmonar la 5 ianuarie 2008 în orașul Milanówek și a fost înmormântat la 15 ianuarie 2008 în Cimitirul Evanghelic-Augsburg din Varșovia (AI43-1-106p108). În ziua ceremoniei funerare a fost decorat post-mortem cu Medalia de Aur „Meritul Cultural - Gloria Artis”.

## In memoriam
Pe 16 martie 2009 Krystyna Janda a dezvelit steaua lui Edward Kłosiński pe Aleea Stelelor de pe strada Piotrkowska din Łódź (lângă Hotel Grand și cinematograful „Polonia”).
Andrzej Wajda a dedicat filmul Fiorii tinereții (2009) lui Edward Kłosiński.

## Filmografie
- Na dobranoc (1970)
- Dekameron 40 czyli cudowne przytrafienie pewnego nieboszczyka (1971)
- Mateo falcone (1971)
- Meta (1971)
- Uciec jak najbliżej (1971)
- Hipoteza (1972)
- Iluminacja (1972)
- Sobie król (1973)
- Śledztwo (1973)
- Żółw (1973)
- Historia pewnej miłości (1974)
- Sędziowie. Tragedya (1974)
- Pământul făgăduinței (1975)
- Strach (1975)
- Barwy ochronne (1976)
- Polskie drogi (1976)
- Omul de marmură (1977)
- Camera cu fereastră spre mare (1978)
- Prezentatorul (1978)
- Bez znieczulenia (1978)
- Spirala (1978)
- Zaległy urlop (1978)
- Domnișoarele din Wilko (1979)
- Szansa (1979)
- Z biegiem lat, z biegiem dni... (1980)
- Omul de fier (1981)
- Dziecinne pytania (1981)
- Matka Królów (1982)
- Ga, ga. Chwała bohaterom (1985)
- Kronika wypadków miłosnych (1985)
- Decalog (1988)
- Modrzejewska (1989)
- Życie za życie. Maksymilian Kolbe (1990)
- Europa (1991)
- Kuchnia polska (1991)
- Pestka (1995)
- Tydzień z życia mężczyzny (1999)
- Ein Lied von Liebe und Tod – Gloomy Sunday (1999)
- Życie jako śmiertelna choroba przenoszona drogą płciową (2000)
- Chopin. Pragnienie miłości (2002)
- Geburtig (2002)
- Superprodukcja (2002)
- Suplement (2002)
- Pogoda na jutro (2003)
- Supertex (2003)
- Vinci (2004)
- Fale (2005)
- Persona non grata (2005)
- Solidarność, Solidarność... (2005)
- Wszyscy jesteśmy Chrystusami (2006)

## Premii și distincții (selecție)

### Decorații
- Crucea de Ofițer a Ordinului Polonia Restituta (2008)[9][10]
- Medalia de Aur „Meritul Cultural - Gloria Artis”, acordată postum (2008)[9][10]

### Premii
- Premiul pentru imagine al Festivalului de Film Polonez de la Gdańsk pentru filmul Barwy ochronne al lui Krzysztof Zanussi (1977)[11]
- Premiul Don Kichot la ediția a X-a a festivalului Lubuskie Lato Filmowe de la Łagów pentru Prezentatorul (1978)[9]
- Premiul individual al președintelui Comitetului Polonez de Radio și Televiziune cl. I pentru Polskie drogi (1978)[9]
- Premiul pentru imagine al Festivalului Internațional de Film din Panama pentru Spirala (1979)[9]
- Premiul președintelui Consiliului de Miniștri cl. a II-a pentru realizări creative în domeniul cinematografiei cu ocazia împlinirii a 35 de ani de existență a Republicii Populare Polone (1979)[9][10][11]
- Premiul Bavarez de Film pentru cea mai bună imagine pentru Ein Lied von Liebe und Tod – Gloomy Sunday (1999)[9][10]
- Nominalizare la Vulturul pentru cea mai bună imagine la Premiile Filmului Polonez pentru anul 2006 pentru Wszyscy jesteśmy Chrystusami (2007)[9]
- Premiul pentru imagine al Festivalului Teatrului Radiofonic Polonez și Teatrului de Televiziune Polonez „Dwa Teatry” de la Sopot pentru spectacolul Zazdrość, regizat de Krystyna Janda (2002)[11]
- Premiul pentru cea mai bună imagine al Festivalului de Film Independent WorldFest de la Houston pentru Chopin. Pragnienie miłości (2003)[9][11]
- Premiul publicului la Festivalul Operatorilor de Film „Manaki Brothers” de la Bitola pentru Pogoda na jutro (2004)[9]
- Nominalizare la Vulturul pentru cea mai bună imagine la Premiile Filmului Polonez pentru anul 2000 pentru Życie jako śmiertelna choroba przenoszona drogą płciową (2001)[9]
- Premiul pentru contribuția la dezvoltarea cinematografiei la Festivalul Internațional de Artă Cinematografică PLUS CAMERIMAGE de la Łódź (2008)[11]